# Eadwald

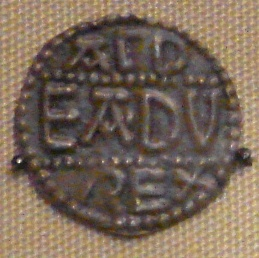
Moneda d'Eadwald

Eadwald un rei obscur del petit regne anglosaxó d'Ànglia de l'Est, que governà entorn els anys 796 a 798. Va viure el moment en què Ànglia Oriental fou eclipsada pel seu veí més poderós, Mèrcia: després de la seva seu deposició o mort, el control de Mèrcia fou restaurat sota el regnat de Coenwulf i l'Ànglia Oriental va perdre la seva independència durant un quart d'un segle.
El coneixement del curt regnat d'Eadwald només ha sobreviscut per unes poques monedes supervivents que foren encunyades amb el seu nom. No es coneix cap detall de la seva vida o govern com rei.

## Rerefons
El regne d'Ànglia Oriental (Ēast Engla Rīce: Ēast Engla Rīce¡¡) era un petit regne anglosaxó independent que va comprendre quin és ara els comtats anglesos de Norfolk i Suffolk i potser la part oriental dels Fens a Cambridgeshire.
Des del segle VI Ànglia Oriental fou governada per una família reial coneguda sota el nom de Wuffingas, que retingueren el poder dinàstic fins al final del regnat d'Ælfwald el 749. Després que Ælfwald, els angles orientals van ser governats independentment per una sèrie de reis de llinatge desconegut, fins que el 794 el seu durar rei independent, Æthelberht, era decapitat a Mèrcia per ordre de Offa de Mèrcia, qui llavors governà el regne directament. L'Ànglia Oriental gaudí breument lluità per la independència després 796, l'any que Offa va ser tingut èxit pel seu fill Ecgfrith. La mort d'Ecgfrith després d'un curt regnat de cinc mesos i fou succeït per un distant governant, Coenwulf.

## Regnat

Mapa representant on s'han descobert les monedes batudes durant el regnat d'Eadwald

Pràcticament no se sap res de la vida o regnat d'Eadwald, així que no hi ha cap certesa de quant temps regnà. Sembla que Ànglia Oriental mantingueren la seva independència durant un període curt després de la mort d'Ecgfrith, amb Eadwald com el seu rei, però els angles orientals foren llavors reconquistats després de l'inici del regnat de Coenwulf com a rei de Mèrcia el 798, durant una campanya en la que Kent fou subjugat al control de Mèrcia. Els estudiosos han suggerit que Coenwulf podria haver permès a Eadwald governar l'Ànglia Oriental.
La mort o deposició d'Eadwald fou el 798. La Crònica anglosaxona no esmenta cap governant a l'Ànglia Oriental durant aquest període.

## Monedes
Gairebé tot el que se sap sobre Eadwald prové de les monedes inscrites amb el seu nom. Aquestes són molt rares avui: Només se n'han trobat una dotzena. Durant el govern d'Offa sobre els angles orientals, les monedes de Mèrcia eren encunyades a l'Ànglia Oriental. Els moneders que treballaren per a Eadwald adoptaren un estil distintiu que incloïa l'ús de lletres rúniques, similar a les de les monedes d'Offa. És probable que Coenwulf hagués restablert a la força la dominació merciana a l'Ànglia Oriental cap al 805, quan les seves pròpies monedes van reemplaçar les d'Eadwald.